# Buntarō Adachi

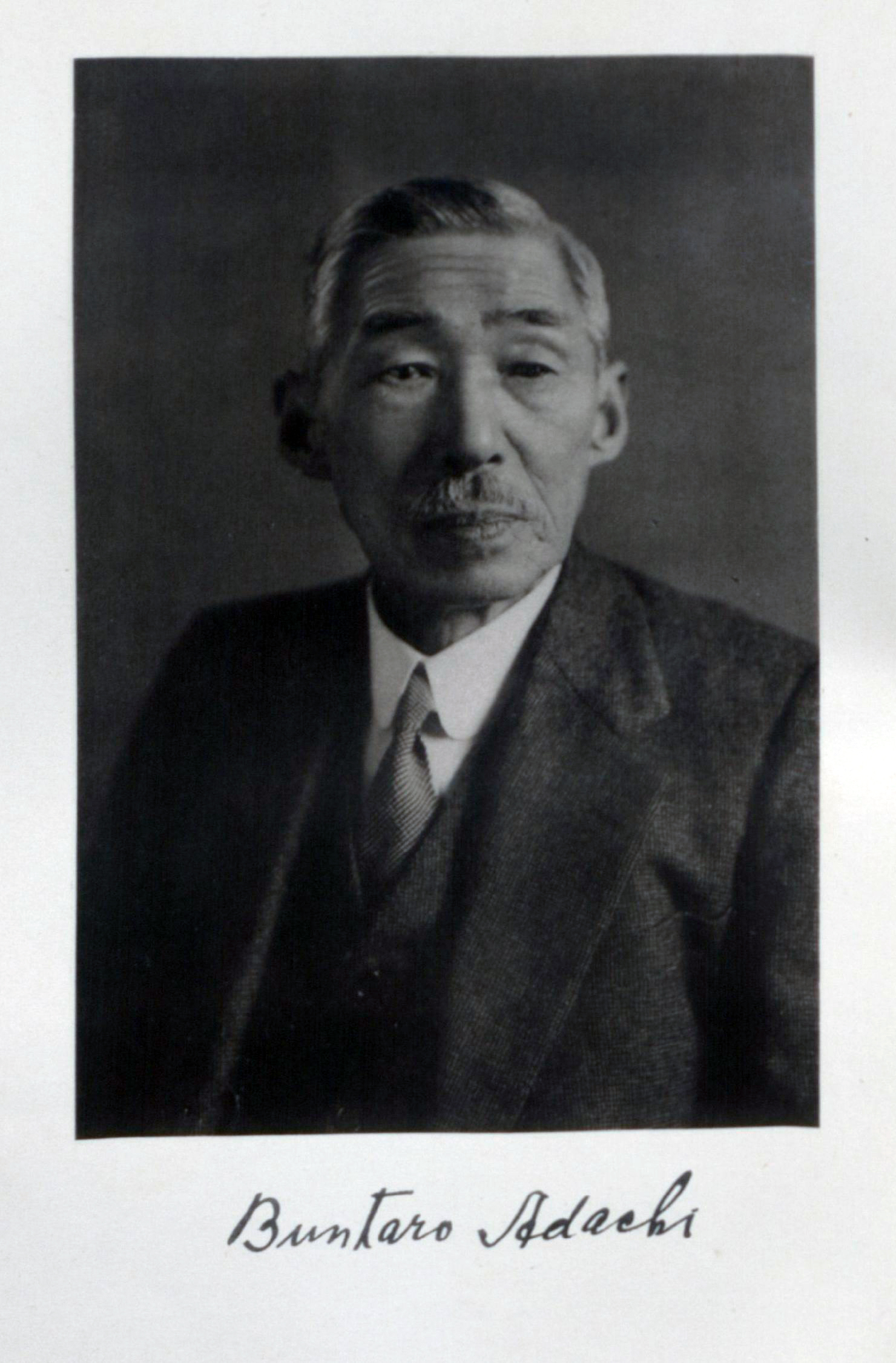
Buntarō Adachi

Buntarō Adachi (jap. 足立 文太郎 Adachi Buntarō; ur. 15 czerwca 1865 w Izu, zm. 1 kwietnia 1945 w Kioto) – japoński anatom i antropolog, pierwszy profesor anatomii na Kyoto University. 

## Życiorys
Urodził się w Izu w prefekturze Shizuoka jako najstarszy syn Chozo Adachiego i jego żony Sugi. Medycyną zainteresował się pod wpływem wuja, lekarza Kiyoshi Inoue. Studiował na Uniwersytecie Tokijskim, który ukończył w 1894. Po ukończeniu studiów zajmował się anatomią pod kierunkiem Yoshikiyo Koganei. W 1895 rozpoczął nauczanie anatomii w Szkole Medycznej Uniwersytetu Okayama. W latach 1899–1904 przebywał w Strasburgu, gdzie uczył się m.in. u Gustava Schwalbego. Od 1900 wykładał na Kyoto University, od 1904 roku jako profesor. W 1925 przeszedł na emeryturę. Zmarł na udar mózgu w swoim domu, w wieku 80 lat.
Laureat Nagrody Japońskiej Akademii (1930). Od 1930 był członkiem Towarzystwa Naukowego Warszawskiego.

## Dorobek naukowy
Adachi zajmował się międzyrasowymi odmiennościami anatomicznymi, był autorem m.in. monografii o odmiennościach budowy układu naczyniowego Japończyków, będących wynikiem trzydziestoletniej pracy i setek sekcji. Jako pierwszy zwrócił uwagę na występowanie dwóch różnych rodzajów woskowiny, wilgotnej i suchej (ta druga jest częstsza u Azjatów).

## Wybrane prace
- Ueber die Spina trochlearis. Ztschr. d. med. Gesellsch. zu Tokyo 9, ss. 177-179, 1895
- Ueber die anthropologische Angiologie der Japaner; Einleitung und Arterien der oberen Extremitäten. Ztschr. d. med. Gesellsch. zu Tokyo 10, ss. 1231-1257, 1896
- Die Blutgefässe der Japaner. Ztschr. d. med. Gesellsch. zu Tokyo 11, ss. 1039-1054, 1897
- Adachi B, Fiyisawa U. Untersuchungen über die knöcherne Orbita der Japaner. Mitteilungen der medizinische Gesellschaft zu Tokyo  13, ss.  890; 919, 1899
- Adachi B, Akaza S. Ueber die Lage des Augapfels bei den Japanern. Mitteilungen der medizinische Gesellschaft zu Tokyo  14, ss. 94-99, 1900
- Muskelvarietäten. Zeitschrift für Morphologie und Anthropologie 2, s. 221, 1900
- Hautpigment beim Menschen und bei den Affen. Zeitschrift für Morphologie und Anthropologie, 1902
- Ueber den Penis der Japaner. Zeitschrift für Morphologie und Anthropologie 5, ss. 350-356, 1902/1903
- Häufigeres Vorkommen des Musculus sternalis bei Japanern. Zeitschrift für Morphologie und Anthropologie 7, ss. 133-141, 1904
- Buntaro Adachi, Kotondo Hasebe: Das Arteriensystem der Japaner. Verl. der Keiserlich-Japanischen Universität zu Tokyo, 1928
- Das Venensystem der Japaner. Kioto 1933
- Das Ohrenschmalz als Rassenmerkmal und der Rassengeruch ('Achselgeruch') nebst dem Rassenunterschied der Schweissdrüsen. Z. Rassenheilkunde 6, 273–307, 1937
- Nipponjin taishitsu no kenkyū. Ogiwara, 1944
- Takusaburō Kihara, Buntarō Adachi: Das Lymphgefässsystem der Japaner. Kenkyusha, 1953